# Руїни Святого Павла
Руїни собору Святого Павла (кит.: 大三巴牌坊; кантон. романізована: daaih sāam bā pàaihfōng, порт. Ruínas da Antiga Catedral de São Paulo) — історична пам'ятка, що знаходиться у китайському місті Макао. Це найбільший зразок християнської архітектури у Східній Азії. Руїни демонструють поєднання португальських і китайських архітектурних традицій.

## Історія
Собор Святого Павла у XVII столітті був одним з головних християнських храмів Східної Азії. Собор назвали на честь шанованого в Макао Святого апостола Павла. У деяких джерелах він також згадується як собор Божої Матері.
У 1565 році до Макао прибули єзуїти, які обрали місто центром для своєї місіонерської діяльності. У 1594 року вони заснували в Макао Колегію святого Павла, яка стала першим європейським університетом у Східній Азії. У цій колегії викладали теологію, китайську, португальську, латинську мови, математику і астрономію. У колегії навчалися численні католицькі місіонери з Європи. У 1602 році єзуїти розпочали будівництво поблизу Колегії Святого Павла церкви святого Павла, яке закінчилося в 1640 році.
Собор був грандіозною п'ятиповерховою будівлею. Фасад побудований за проектом італійського архітектора Карло Спіноли з Мілана. Три парадні входи і прикрашені барельєфами колони вели до величного простору храму. На третьому поверсі розташовувалося зображення Мадонни, на четвертому — скульптура Ісуса. Галерея, стіни якої були покриті розписами із зображенням ангелів і святих, вела до останнього поверху, де знаходився образ Святої Трійці і лик Діви Марії. Сьогодні фрагменти цих фресок зберігаються у музеї Макао. Храм зруйнований під час пожежі у 1835 році, вдалося зберегти лише фасад будівлі і сходи, що ведуть до стіни зі спустошеними віконними прорізами. Собор не стали відновлювати, можливо, через те, що він став втрачати славу і значимість разом з Макао, який поступився місце першості Гонконгу.

## Опис

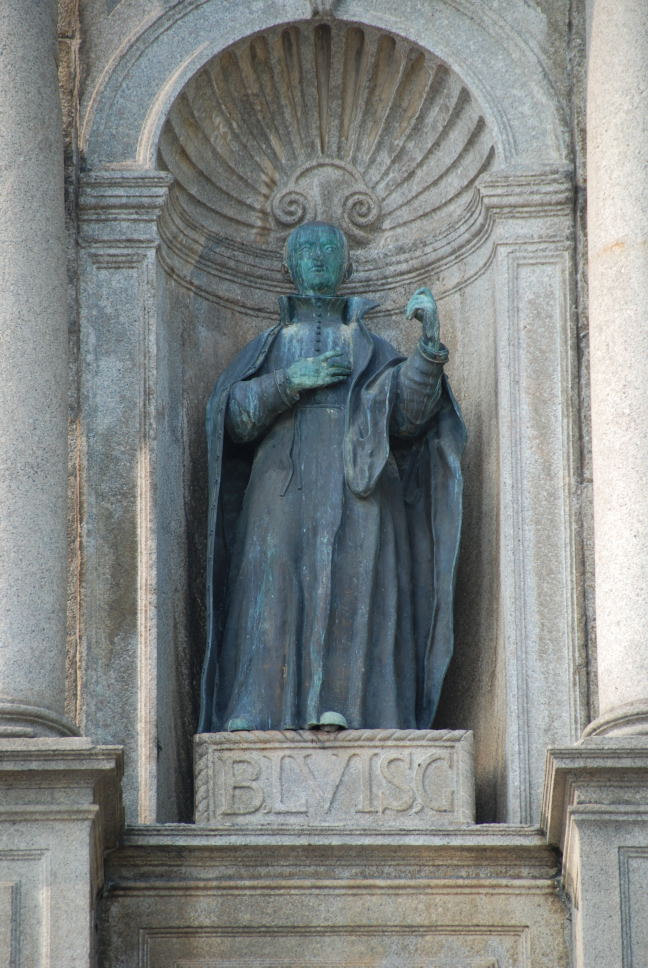

Фасад реконструйований в 1991 році. Бронзові статуї займають ніші фасаду, над якими височить єрусалимський хрест. Собор унікальний тим, що настільки бездоганно поєднує в собі китайську і португальську символіку, що навіть важко часом відрізнити християнські мотиви від східних у всіх присутніх орнаментах. Дракон і статуя Божої Матері благополучно сусідять один з одним. Свята Діва, що розтоптує семиголову гідру, зовсім викликає подив, але це лише підтверджує достовірність того, що в будівництві собору брали участь японські християни. Фасад, який височить на пагорбі, сам по собі здається закінченою архітектурною формою. Дивлячись тільки на нього, складно уявити всю колишню пишноту собору як зовні, так і всередині.
Руїни собору Святого Павла є прекрасним пам'ятником культури і релігії Макао — колишньої португальської колонії. Склеп з могилами святих став надбанням музею, який можна відвідати для детальнішого ознайомлення з історією собору. Одна з легенд говорить, що храм має магічну силу і приносить удачу всім його відвідувачам. Варто лише подолати 66 сходинок кам'яних сходів, кинути монетку в вікно, промовляючи при цьому свої бажання, і фортуна обов'язково повернеться до вас обличчям.
Руїни собору Святого Павла є найважливішою пам'яткою Макао, що відображає зіткнення європейських і китайських культур епохи португальського панування.
У 2005 році Руїни собору Святого Павла були занесені до списку Всесвітньої спадщини ЮНЕСКО.